# Estoloides sordida
Estoloides sordida är en skalbaggsart som först beskrevs av Leconte 1873.  Estoloides sordida ingår i släktet Estoloides och familjen långhorningar. Inga underarter finns listade i Catalogue of Life.